# Криворізька вулиця (Київ)
Криворі́зька ву́лиця — вулиця в Голосіївському районі міста Києва, місцевість Деміївка. Пролягає від Деміївської вулиці до Козацької вулиці. 
Прилучаються Васильківський провулок і Гатна вулиця.

## Історія
Вулиця виникла в першому десятилітті XX століття. Спочатку мала назву (6-й) Андріївський провулок. Сучасна назва — з 1955 року. До середини 1970-х років вулиця пролягала від Васильківської вулиці (скорочена в зв'язку зі знесенням старої забудови).